# Martin Weise (Widerstandskämpfer)

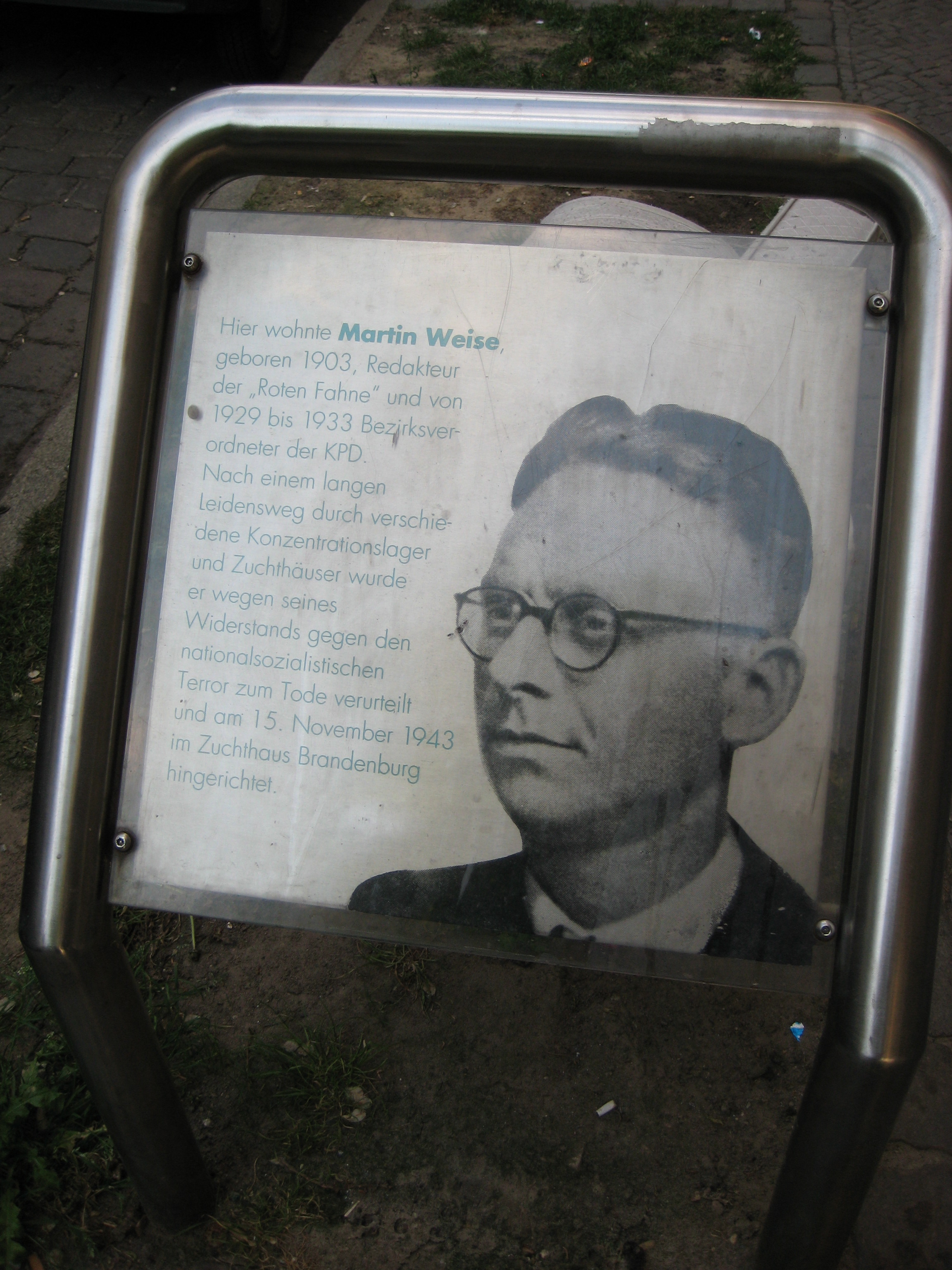
Gedenkplatte für Martin Weise (Jonasstraße 42, Berlin)

Martin Weise (* 12. Mai 1903 in Torgau; † 15. November 1943 im Zuchthaus Brandenburg-Görden) war ein deutscher Politiker (KPD) und Widerstandskämpfer gegen den Nationalsozialismus (Rote Kapelle). 

## Leben
Weise, Sohn eines Lehrers, wuchs in Berlin auf und war zunächst in der Wandervogel-Bewegung aktiv. 1921 trat er in den Kommunistischen Jugendverband Deutschlands und 1927 in die Kommunistische Partei Deutschlands (KPD) ein. Weise begann 1922 Geschichte und Philosophie zu studieren. Sein Studium musste er jedoch 1924 aus finanziellen Gründen abbrechen. Bevor er 1928 arbeitslos wurde, arbeitete Weise einige Jahre als Sachbearbeiter in einer Versicherungsgesellschaft. Von 1929 bis 1933 war er Bezirksverordneter für die KPD in Berlin-Neukölln. Ab 1930 schrieb er Artikel für das Zentralorgan der KPD, Die Rote Fahne. Weise gehörte zu den Redakteuren, die diese Zeitung auch nach der „Machtergreifung“ der Nationalsozialisten (1933) illegal weiter herausgaben. 1933/34 leitete er den Reichsausschuss der Erwerbslosen in Berlin.
1934 wurde Weise verhaftet und zu drei Jahren Zuchthaus verurteilt, die er in der Haftanstalt Brandenburg verbrachte. Hier erfuhr er, dass seine Verlobte Frieda Seidlitz, die als Kurierin für die KPD gearbeitet hatte, in der Untersuchungshaft den Misshandlungen der Gestapo erlegen war. Nach seiner Entlassung aus der Haftanstalt 1937 wurde er in das KZ Sachsenhausen überführt. Nach seiner Entlassung aus dem KZ im April 1939 nahm Weise wieder Kontakt zu seinen Freunden auf, so auch zu Wilhelm Guddorf. Weise und Guddorf nahmen Verbindungen zu den Hamburger Kommunisten Bernhard Bästlein und Robert Abshagen auf und arbeiteten an der Flugschrift Organisiert den revolutionären Massenkampf mit. Zusammen mit John Sieg, Fritz Lange und Walter Husemann verbreitete Weise seit Ende 1941 in Berlin regelmäßig die Untergrundzeitschrift Die Innere Front, die Aufrufe, Informationen über die allgemeine Lage sowie Hinweise auf die Sendefrequenzen des Moskauer Rundfunks enthielt. 
Weise wurde im Dezember 1942 verhaftet, im Oktober 1943 vom Volksgerichtshof verurteilt und am 15. November 1943 hingerichtet.

## Ehrungen
- Zu Zeiten der DDR war eine Polytechnische Oberschule in Berlin nach Martin Weise benannt.
- Im September 1998 wurde in der Jonasstraße 42 in Berlin-Neukölln eine Gedenktafel angebracht, die an Martin Weise erinnert.[1]